# Військовий берет
Військовий берет — головний убір, частина військового однострою багатьох країн світу.

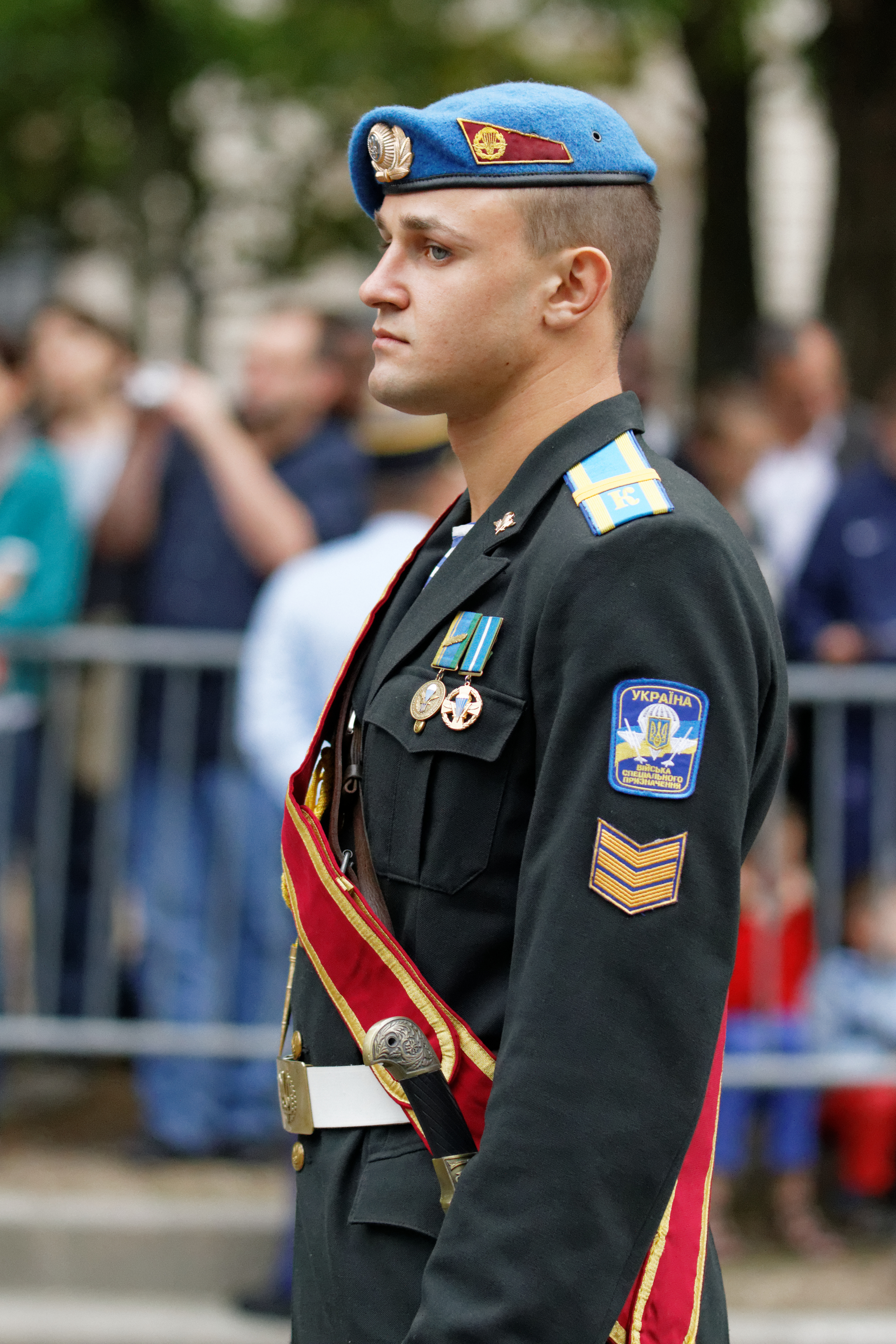

Військовослужбовці почали носити берети як частину військової форми в деяких європейських країнах протягом XIX століття; з середини XX століття вони стали частиною уніформи багатьох збройних сил світу. Військові берети зазвичай зсувалися («заламувалися») праворуч, щоб звільнити плече, на якому тримається гвинтівка в більшості солдатів, але армії деяких країн, переважно в Європі, Південній Америці та Азії, зсувають берети ліворуч, на «французький манір».
У багатьох країнах берети стали асоціюватися з елітними підрозділами, які часто носять берети певних кольорів. Наприклад, маруновий берет є здебільшого традиційним головним убором повітрянодесантних військ у близько 60 країнах світу, за деякими винятками, наприклад російські десантники носять блакитні берети, іспанські — чорні, а португальські — зелені. Українські десантно-штурмові війська почали носити марунові берети у 2017 році.

## Історія
Використання головного убору, схожого на берет, як цивільного головного убору сягає сотень років — раннім прикладом є шотландський блакитний капелюшок, який став фактичним символом шотландських сил якобітів у 16-17 століттях. Самі берети вперше використовувалися як військовий головний убір у 1830-х роках під час Першої карлістської війни в Іспанії, куди вони, за переказами, були завезені з півдня Франції ліберальними силами, але прославилися завдяки генералу-супротивнику Томасу де Сумалакаррегі, який носив білий або червоний берет з довгою китицею, що став емблемою карлістського руху.
Французькі альпійські стрільці, створені на початку 1880-х років, були першим регулярним підрозділом, який носив військовий берет як формовий головний убір. Ці гірські війська мали уніформу, яка включала кілька інноваційних для того часу особливостей, зокрема великий і гнучкий блакитний берет, який досі зберігся в їхньому однострої. Це була настільки незнайома за межами Франції мода, що берет довелося описати в Британській енциклопедії 1911 року як «м'який ковпак або тем-о-шентер».
Берети мають особливості, які роблять їх привабливими для військових: вони дешеві, їх легко виготовити у великих кількостях та в широкому діапазоні кольорів (що працює на моральний дух), їх можна згорнути та помістити в кишеню або під погон сорочки без пошкоджень, їх можна носити з навушниками.
Берет був визнаний особливо практичним як форма для екіпажів бронетехніки; британський Королівський танковий полк почав носити чорний берет, на якому не було видно плям мастила, і він був офіційно затвердженим у 1924 році. Танкові війська нацистської Німеччини також взяли на озброєння чорний берет (Schutzmütze) у 1934 році, у середині він містив гумовий кепі для захисту голови.
Носіння беретів характерних кольорів елітними спецпідрозділами походить від британського парашутного полку, чий темно-бордовий (маруновий) берет був офіційно затверджений у липні 1942 року, та від британських командос, чий зелений берет був затверджений у жовтні того ж року. У 1955 році Сили спеціальних операцій армії США прийняли на озброєння темніший зелений берет, хоча офіційно він був затверджений лише в 1961 році.

### Галерея

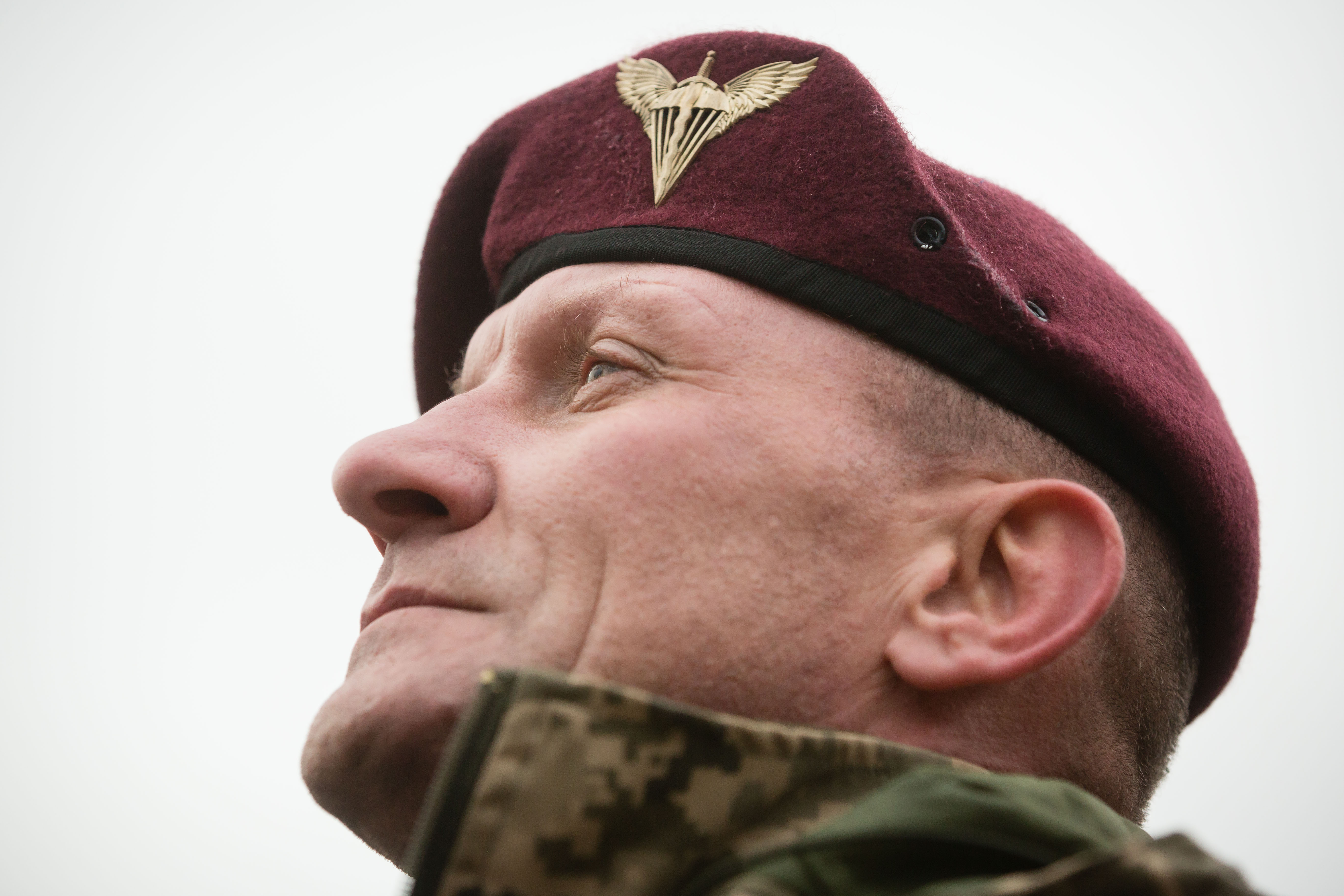
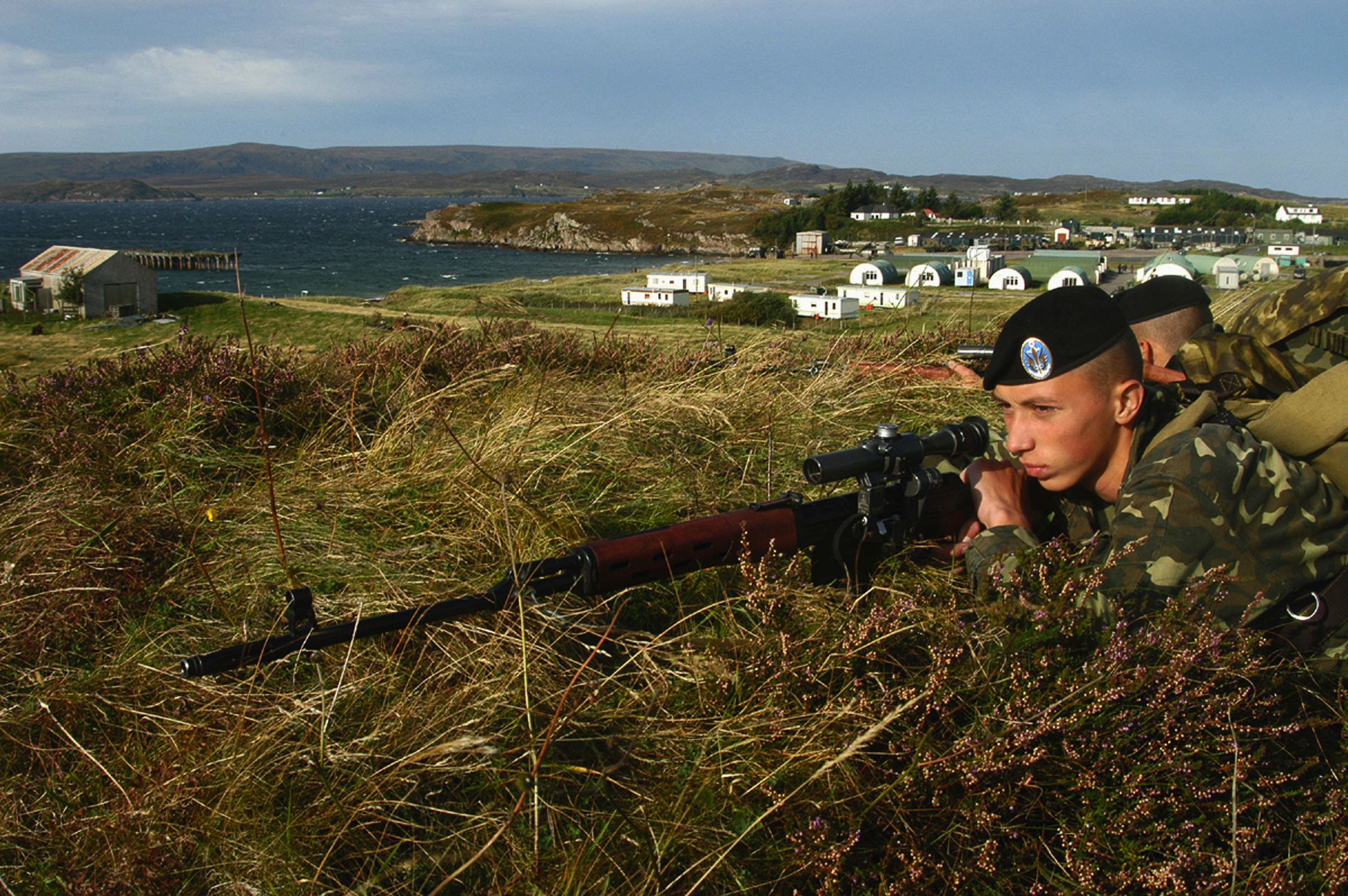
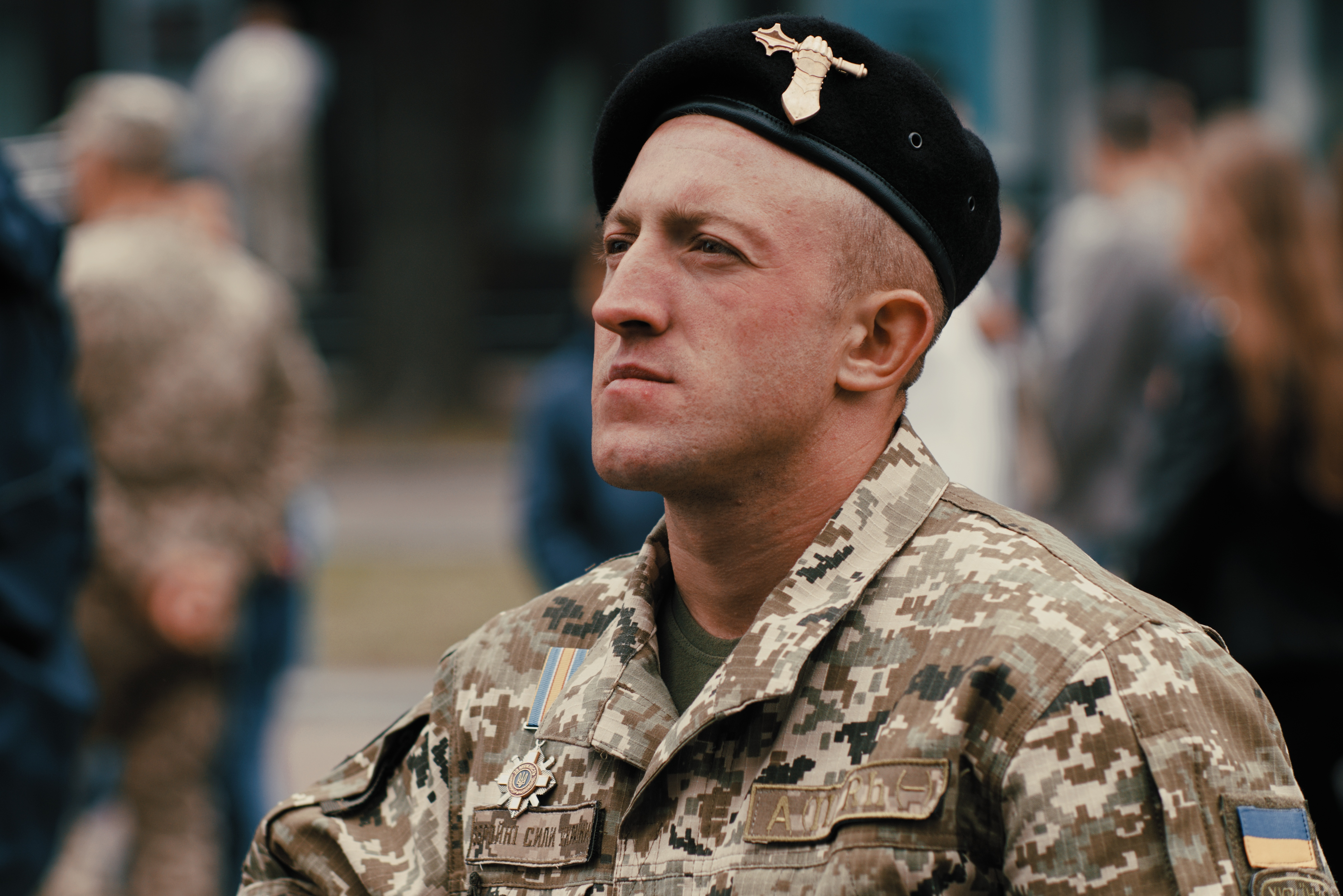

## У Збройних силах України

### Кольори беретів
| Колір | Колір                         | Підрозділи                                                            |
| ----- | ----------------------------- | --------------------------------------------------------------------- |
|       | Степ (світло-оливковий)       | загальновійськовий                                                    |
|       | Грозове небо (сіро-синій)     | Повітряні сили ЗСУ                                                    |
|       | Ескадра (темно-синій)         | Військово-морські сили (ВМС) ЗСУ                                      |
|       | Марун (темно-бордовий)        | Десантно-штурмові війська ЗСУ                                         |
|       | Сталь (світло-сірий)          | Сили спеціальних операцій                                             |
|       | Темна ніч (чорний)            | танкові війська                                                       |
|       | Полум'я (яскраво-червоний)    | ракетні війська та артилерія                                          |
|       | Морська хвиля (синьо-зелений) | підрозділи морської піхоти та підрозділи спеціального призначення ВМС |
|       | Малина (пурпур)               | Президентський полк                                                   |
|       | Світло-червоний               | Військова служба правопорядку                                         |
|       | Ґрунт (темно-сірий)           | гірська піхота                                                        |